# Kroko
Kroko è un film del 2003 diretto da Sylke Enders.